# Madonna, inocencia perdida
Madonna, inocencia perdida (título original en inglés: Madonna: Innocence Lost) es una película dramática estadounidense de 1994 dirigida por Bradford May y escrita por Michael J. Murray. La película está protagonizada por Terumi Matthews, Wendie Malick, Jeff Yagher, Diana Leblanc, Dean Stockwell y Nigel Bennett. La película se estrenó en Estados Unidos en el canal Fox el 29 de noviembre de 1994.

## Sinopsis
Basada en la biografía no autorizada de Christopher Andersen Madonna Unauthorized, la película narra la vida de la cantante estadounidense Madonna, desde su infancia en Detroit hasta su presentación en los MTV VMAs de 1984, cuando interpretó «Like a Virgin» con el icónico traje de novia.

## Reparto
- Terumi Matthews como Madonna
  - Stephane Scalia como Madonna (4 años)
  - Maia Filar como Madonna (10 años)
- Wendie Malick como Camille Barbone
- Jeff Yagher como Paul
- Diana Leblanc como Ruth Novak
- Dean Stockwell como Tony Ciccone
- Nigel Bennett como Bennett
- Dominique Briand como Toussant
- Don Francks como Jerome Kirkland
- Tom Melissis como Stu
- Christian Vidosa como Emmerich
- Rod Wilson como Mitch Roth
- Dino Bellisario como Brad Raines
- Gil Filar como Christopher Ciccone
- Diego Fuentes como Salvador
- Matthew Godfrey como Peter Barbone
- Ephraim Hylton como Thom Hillman
- Evon Murphy como Bette Ciccone
- Jenny Parsons como Madonna Louise Ciccone I
- Cynthia Preston como Jude O'Mally
- Chandra West como Kelsey Lee
- Jeff Woods como Flynn